# Aiguille Verte
L'Aiguille Verte és un esmolat pic dels Alps, al massís del Mont Blanc, que forma part de l'aresta que fa de partió entre l'Argentière i la Vallée Blanche. El seu cim és a 4.122 metres d'altitud.
És considerat un dels quatre mils més difícils dels Alps, ja que no té cap via amb gradació inferior a MD i els itineraris glacials són prou drets i sostinguts per merèixer també aquesta qualificació.

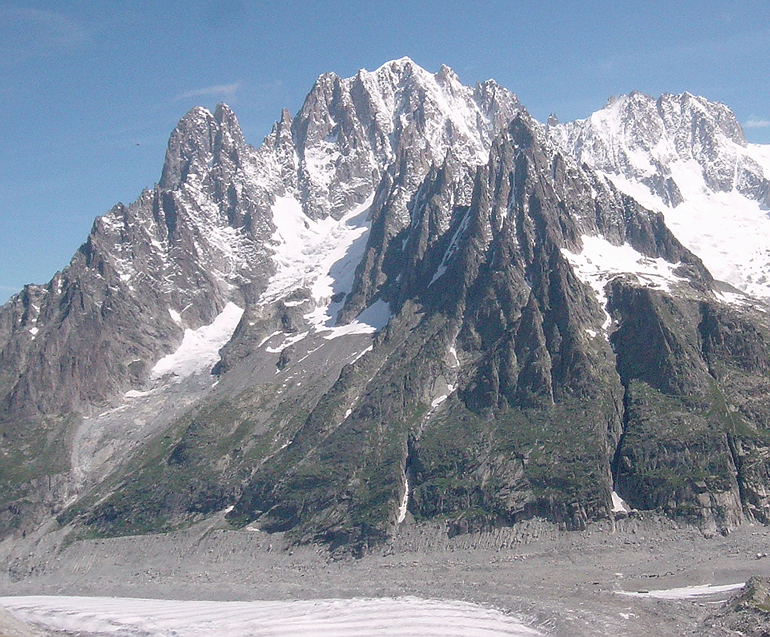
Al centre de la imatge, l'Aiguille Verte; a l'esquerra, els Drus.

Aquesta agulla va ésser conquistada per Edward Whymper, C. Almer i F. Biener el 29 de juny de 1865. L'itinerari triat –un corredor de neu que puja des de la base de la muntanya a l'aresta terminal– va ésser anomenat a partir d'aquell moment Corredor Whymper. És un recorregut llarg, ja que supera uns 1.400 metres de desnivell, i difícil, ja que comença amb una inclinació d'uns 45 graus i arriba fins als 55 graus. Val a dir, però, que aquesta darrera part més pendent l'evitaren Whymper i els seus companys en aquella primera pujada, sortint cap a la seva dreta, a un terreny mixt de neu i roca.
Indubtablement, el precari material de l'època (botes amb sola de cuiro clavetejada i crampons d'artesania) afegia un grau a la dificultat –ja considerable– d'un pendent tan exposat.
Sigui com sigui, l'èxit assolit per Whymper en aquesta empresa va ésser determinant per atorgar-li la convicció personal i el prestigi que li permetria –dues setmanes després– organitzar l'assalt victoriós al més cobdiciat dels trofeus alpins en aquella època: el Cervino.
El Corredor Whymper, va ésser considerat per més de cinquanta anys l'única via possible de pujar la Verte. No és fins al 1925 que es completa el recorregut de l'aresta dels Grands Montets, un recorregut mixt de neu i roca accessible des de la Petite Verte.
El 1926 s'obriria una nova via d'escalada, des del refugi de la Charpoua, base també de les ascensions als Drus. Aquesta via remunta l'aresta sense nom fins al cim de la Verte.
El 1932 un nou itinerari glacial és obert per M. Couturier, A. Charlet i J. Simond, des de la gelera d'Argentière, al vessant oposat de la muntanya. Són mil metres de desnivell amb una inclinació estimada de 45 a 55 graus. Naturalment rebria el nom de corredor Couturier i és actualment la via més freqüentada.
Finalment, el 1935, quan ja semblava que aquesta muntanya havia rendit tots els seus secrets, una nova via, austera, sense sol, però de gran bellesa, va ésser oberta a la seva cara més ombrívola: el Nant Blanc, cosa que suposaria el preludi a una sèrie de conquestes de gran dificultat als Alps i que s'estendrien ràpidament a totes les muntanyes del món.